# Atrofia de múltiplos sistemas
A atrofia de múltiplos sistemas (AMS), também referida como atrofia multissistêmica, é uma desordem neurológica degenerativa.
A AMS está associada com a degeneração das células nervosas em áreas específicas do cérebro. Esta degeneração celular leva a problemas no movimento, equilíbrio e outras funções autonômicas do corpo, tais como controle vesical ou regulação da pressão sanguínea. Sua causa é desconhecida e nenhum fator de risco específico foi identificado. Cerca de 55% dos casos ocorrem em homens, sendo a idade de acometimento variando entre a quinta e a sexta décadas de vida.
A prevalência da AMS é estimada em 4,6 casos por 100 mil habitantes.

## Tipos

### Síndrome de Shy-Drager
A Síndrome de Shy-Drager, também conhecida como hipotensão ortostática neurológica ou síndrome de Shy-Mcgee-Drager, é uma atrofia multissistêmica caracterizada por danos progressivos ao sistema nervoso autônomo (a parte do sistema nervoso que controla as funções involuntárias), tremores musculares, rigidez, movimentos lentos e outras perdas neurológicas generalizadas.
A síndrome de Shy-Drager é uma condição degenerativa rara, similar ao mal de Parkinson, porém com danos neurológicos mais generalizados.
Não se conhece a causa desta doença, que causa dano progressivo (degeneração) a todas as partes do sistema nervoso. O distúrbio se desenvolve gradualmente, sendo mais frequentemente diagnosticado em homens acima de 60 anos de idade.
A síndrome foi assim nomeada depois que Milton Shy e Glenn Drager a identificaram, em 1960.